# Kočka Temminckova
Kočka Temminckova (Catopuma temminckii) je středně velká divoká kočka, žijící v pralesích jihovýchodní Asie. Dříve byla zařazována do rodu Felis, nebo do rodu Profelis, spolu s kočkou zlatou, které se velmi podobá, ale – jak se ukázalo – není s ní až tolik příbuzná. V současnosti patří do rodu Catopuma, někdy jsou ovšem oba zástupci tohoto rodu řazeni společně s kočkou mramorovanou (Pardofelis marmorata) do rodu Pardofelis.

## Vzhled
- Hmotnost: 6–16 kg
- Délka těla: 50–105 cm + 35–56 cm ocas

Srst je krátká, zlatohnědá, načervenalá nebo našedlá, obvykle bez kresby nebo jen se slabě naznačenými skvrnami. V Číně ale žijí i kočky, které mají skvrny podobně jako leopard a vypadají jako kočka bengálská. Zdá se, že je jedná o recesivní znak. Existují také úplně černé kočky Temminckovy.
Spodní strana ocasu je bílá, to slouží pravděpodobně k dorozumívání se s ostatními jedinci.

## Rozšíření a stanoviště
Kočka Temminckova obývá tropické pralesy a subtropické lesy jihovýchodní Asie, od Nepálu, Indie a Číny až po Indonéský ostrov Sumatra. Jen zřídka žije na otevřených plochách.
Vyskytuje se v nížinách i v Himálaji do nadmořské výšky 3000 m n. m.
Kromě lovu jsou kočky ohrožené hlavně kácením pralesů a ničením jejich přirozeného prostředí.

## Biologie
O chování koček Temminckových je toho známo jen málo, a většina informací pochází ze sledování v zajetí. Předpokládá se, že jsou aktivní hlavně v noci a že jsou samotáři, jako ostatní kočkovité šelmy.
Páří se celoročně, samice je v říji každých 39 dní. Březost trvá asi 90 dní, pak se rodí 1–2 koťata. V zajetí s péčí o mláďata pomáhali i samci, ale není známo, jestli je tomu tak i v přírodě. Samice pohlavně dospívají v 18–24 měsících, samci ve dvou letech věku. V zajetí se může kočka dožít až 20 let.
Kočky Temminckovy loví hlavně na zemi, ale umějí i dobře šplhat. Loví hlodavce, ptáky, ještěrky a všelijaké malé savce, také malé kopytníky, jako je muntžak, druh malého jelena. Zdá se, že jsou to oportunitní lovci. Je prokázáno, že zabíjejí také kozy, ovce a buvolí telata. Větší kořist loví v párech (Lekagul and McNeely, 1977).

## Mýty o kočkách Temminckových
V některých oblastech Thajska je nazývána seua fai, tedy ohnivý tygr. Podle místní pověsti spálení kůže kočky odežene přibližujícího se tygra. Pojídání kočičího masa má stejný účinek. Někdy stačí i mít u sebe chlup z kočky. Kočičí kosti se také používají jako náhražka kostí tygrů v tradiční čínské medicíně.

## Chov v zoo
V evropských zoo se tato kočka chová jen výjimečně – údaje z roku 2004 uvádějí 20 jedinců. V Česku lze kočku Temminckovu vidět v liberecké zoo. Chovají zde 14letého samce Garfielda.